# Дубовой, Пётр Антонович
Пётр Антонович Дубовой (укр. Петро Антонович Дубовий; 11 октября 1911, с. Чмыревка Чигиринский уезд Киевской губернии Российской империи (ныне Чигиринского района Черкасской области Украины) — 1969, Черкассы) — участник Великой Отечественной войны, командир партизанского отряда имени Сталина.
Племянник советского военного деятеля, командарма 2-го ранга, героя Гражданской войны Ивана Дубового. Кадровый военный, капитан Красной Армии.
С декабря 1943 года партизанский отряд П. Дубового действовал в районе Холодного Яра на территории Черкасской и Кировоградской областей. В нём было более 2000 человек разных возрастов и национальностей, среди них 78 женщин, много 11-12-летних подростков. В боях с фашистами получил тяжёлые ранения.
Отряд Дубового был сформирован из небольших партизанских отрядов и подпольных групп. Партизаны начал активные боевые действия против оккупантов в августе 1943 года. Сначала они действовали в Макеевском лесу, затем — в районе Холодного Яра. Отряд расположился так, что каждое его подразделение имело свой холм, укреплённый со всех сторон. Вокруг, в природных тайниках размещались посты наблюдателей. Действовала оригинальная система сигнализации. Никто не мог подобраться к базе отряда незамеченным.
Вокруг леса, в тылу врага, образовалась советская зона, организовалось несколько местных партизанских отрядов. Были местные группы в сёлах Мельники, Завадовке, Лубенцах и других. В этих сёлах выпекали хлеб, в Грушковцах имелись мельницы, там же действовал детский дом на 60 бездомных. При отряде П. А. Дубового был создан лагерь беженцев. Когда фашисты начали массово увозить людей в рабство в Германию, под защиту партизан пришло до 30 тысяч человек мирного населения. Они проживали в лесу до момента прорыва фронта и соединения с частями 52-й армии.
Дубовой ввёл в отряде такой же боевой порядок, как в регулярных частях РККА. После того как в отряде увеличился личный состав, появились роты, взводы, отделения и диверсионные группы. Особое внимание уделялось разведке. Сюда входили наиболее грамотные, хорошо подготовленные и храбрые мужчины, женщины и даже дети, в том числе будущий писатель и поэт Н. Негода.
На боевые задания партизаны выходили небольшими группами, которые лично инструктировал Пётр Дубовой. Каждая группа имела своих помощников в Чигиринском, Черкасском, Каменском и Смелянском районах Черкасской области и Александрийском районе Кировоградской области.
Отряд вёл постоянные боевые действия, держа под контролем территорию от станции им. Шевченко в г. Днепропетровске .
Партизаны провели более 100 боевых операций, уничтожили 12 немецких эшелонов с техникой и живой силой, 14 паровозов, 83 вагона с живой силой и техникой немецких захватчиков, разгромили 30 немецких комендатур, сожгли 200 немецких автомашин и мотоциклов, 2 самолета, уничтожили до 2000 гитлеровцев и их пособников, захватили 1400 единиц разнообразного оружия, взрывчатки и другого военного снаряжения, которое было использовано в боях с оккупантами.
Впервые в истории партизанских боев П. Дубовым были выведены из-под оккупации несколько тысяч мирных жителей.
Во время карательной акции против отряда Дубового, партизаны практически были окружены. С одной стороны наступали полицаи, с другой стороны — немецкие солдаты. Воспользовавшись наступлением ночи, Дубовой приказал смазать все телеги, а лошадям обмотать копыта тряпками, что позволило партизанам под покровом ночи бесшумно выскользнуть из окружения. Когда с рассветом немцы и полицаи пошли в наступление, то не сразу поняли, что партизан уже в котле нет, и начали воевать между собой в полной уверенности, что они воюют с партизанами.
Особого размаха партизанское движение набрало с лета 1943 года, когда с «Большой земли» было десантировано над Холодноярскими лесами несколько групп парашютистов.
В связи с приближением фронта партизаны активизировали свою боевую деятельность, одновременно нащупывая наиболее слабые места в обороне фашистов. Был подготовлен план прорыва и выхода на соединение с частями Советской Армии.
В начале января 1944 партизаны, возглавляемые П. А. Дубовым, объединились с бойцами соседнего отряда, которым командовал М. И. Боровиков, и совместно пошли на прорыв.
7 января 1944 партизаны форсировали покрытую льдом реку Тясмин в районе села Замятница и соединились с частями 52-й армии, которой командовал генерал-майор К. А. Коротеев. Вслед перебрались через реку и более пяти тысяч беженцев и местных жителей, спасавшихся от оккупантов в Холодном Яру.
После войны работал на профсоюзной и партийной работе в Черкассах.
Образ «человека необычайной свободы, стойкого коммуниста, подпольщика и партизанского вожака» Петра Дубового выведен в повести Григория Гончаря «Зарево над Тясьмином», которая вышла в 1978 году.

## Награды
- Орден Боевого Красного Знамени
- Орден Отечественной войны
- Орден Знак Почета